# Vogrsko
Vogrsko este o localitate din comuna Renče - Vogrsko, Slovenia, cu o populație de 796 de locuitori.